# كتائب المقاومة الوطنية
كتائب المقاومة الوطنية (بالإنجليزية: National Resistance Brigades) هي مجموعات عسكرية فلسطينية، وهي الجناح العسكري لـ الجبهة الديمقراطية لتحرير فلسطين، تشكلت عام 2000م في اعقاب اندلاع انتفاضة الأقصى الثانية، وهي عبارة عن خلايا عسكرية ممتدة في قطاع غزة والضفة الغربية والقدس المحتلة، وتميزت بعمليات الاقتحام المتكررة للمستوطنات والمعسكرات الإسرائيلية في الضفة وغزة. كتائب المقاومة الوطنية لا تعتبر مجموعة إسلامية، بل هي جناح عسكري وطني شيوعي تابع لحركة وطنية الشيوعية الثورية. من أبرز مؤسسيها في قطاع غزة الشهيد إبراهيم أبو علبة والشهيد أيمن البهداري، وفي الضفة الاسير المحرر لؤي نوفل الذي يعبتر المؤسس الأول لكتائب المقاومة والوطنية في شمال الضفة وقبل ذلك كان مع النجم الاحمر والشهيد زاهي العارضة، والاسير وجدي جودة.

## عملياتها ونشاطها
مع وصول مفاوضات كامب ديفيد 2 (تموز /يوليو 2000) إلى الطريق المسدود، انفجرت في 28/9/2000 الانتفاضة الفلسطينية الثانية، “انتفاضة الأقصى”.
ومنذ الأيام الأولى لانطلاقتها، وفرت الظروف الإمكانات الضرورية أمام الانتفاضة لاعتماد كل أساليب الكفاح ضد الاحتلال، بما في ذلك العمل المسلح، في إطار الرد المشروع على الاعتداءات العسكرية الواسعة التي شنها الجيش الإسرائيلي ضد المقرات الرسمية للسلطة الفلسطينية، وضد التجمعات السكنية، والتظاهرات السلمية في الضفة والقطاع. الجبهة الديمقراطية لتحرير فلسطين انخرطت بكل منظماتها الجماهيرية، وبكل طاقاتها في الانتفاضة، وفي ميدان العمل المسلح. فأعادت بناء تشكيلاتها العسكرية في الضفة والقطاع، وقد حملت هذه المرة اسماً جديداً هو “كتائب المقاومة الوطنية الفلسطينية”. وقد خاضت الجبهة الديمقراطية التجربة الجديدة آخذة بعين الاعتبار الظروف السياسية والمعادلات الإقليمية والدولية المستجدة. التجربة العسكرية الجديدة «لكتائب المقاومة الوطنية الفلسطينية» استندت إلى الرؤية السياسية للجبهة الديمقراطية للأوضاع المستجدة في الحالة الفلسطينية بعد فشل مفاوضات كامب ديفيد 2، وإلى تداعيات هذا الفشل على الصعد المختلفة. لقد رأت الجبهة أن الانتفاضة جاءت رداً على وصول مسيرة أوسلو إلى طريقها المسدود. وقد تطلب الأمر حوالي 7 سنوات من المفاوضات العقيمة كي تتلمس الحالة الشعبية الفلسطينية وكي تترسخ قناعتها بعجز مسيرة أوسلو عن تحقيق الأهداف الوطنية المشروعة للشعب الفلسطيني، ولتنضج الظروف الذاتية، وتتقاطع مع نضج الظروف الموضوعية لسلوك نهج سياسي كفاحي جديد يتمثل بالانتفاضة الشعبية والمقاومة المسلحة.
قامت كتائب المقاومة الوطنية الفلسطينية بالعشرات من العمليات الفدائية ضد جنود الاحتلال والمستوطنين اليهود في اراضي الـ1967، ومن ابرز عملياتها الفدائية: عملية اقتحام معسكر جان اور في قطاع غزة اواخر شهر أغسطس من العام 2001 عندما قام مسلحان تابعان لكتائب المقاومة الوطنية باقتحام المعسكر، وقتل أكثر من 7 جنود بينهم ضابط برتبة مقدم، وكان هذه العملية أول عمليات اقتحام المستوطنات الإسرائيلية في قطاع غزة في الانتفاضة الحالية، الطريق إلى فلسطين والتي نفذها الاستشهادي محمد أبو صقر من قطاع غزة، اقتحام مستعمرة الون مورية والتي نفذها الاستشهادي محمود حنني من بيت فوريك (نابلس)، معسكر يتسهار والتي نفذها الاستشهادي احمد ياسر صالح من عصيرة القبلية (نابلس)، حاجز الحمرا والتي نفذها الاستشهادي رأفت بني عودة من طمون (طوباس)، مستوطنة الحمرا والتي نفذها الاستشهادي زيد حنني من بيت فوريك (نابلس)، نتيف هتعسرا، تجمع الليكود، عملية الرد على اغتيال أبو علي مصطفى والتي نفذها الاستشهادي نسيم أبو عاصي من قطاع غزة، وكان اخرها في بدايات شهر يناير من العام 2011 بقتل جندي إسرائيلي واصابة خمسة اخرين بفعل قصف الكتائب لمجموعة جنود في منطقة وادي السلقا جنوب القطاع.